# Johannes von Gruber

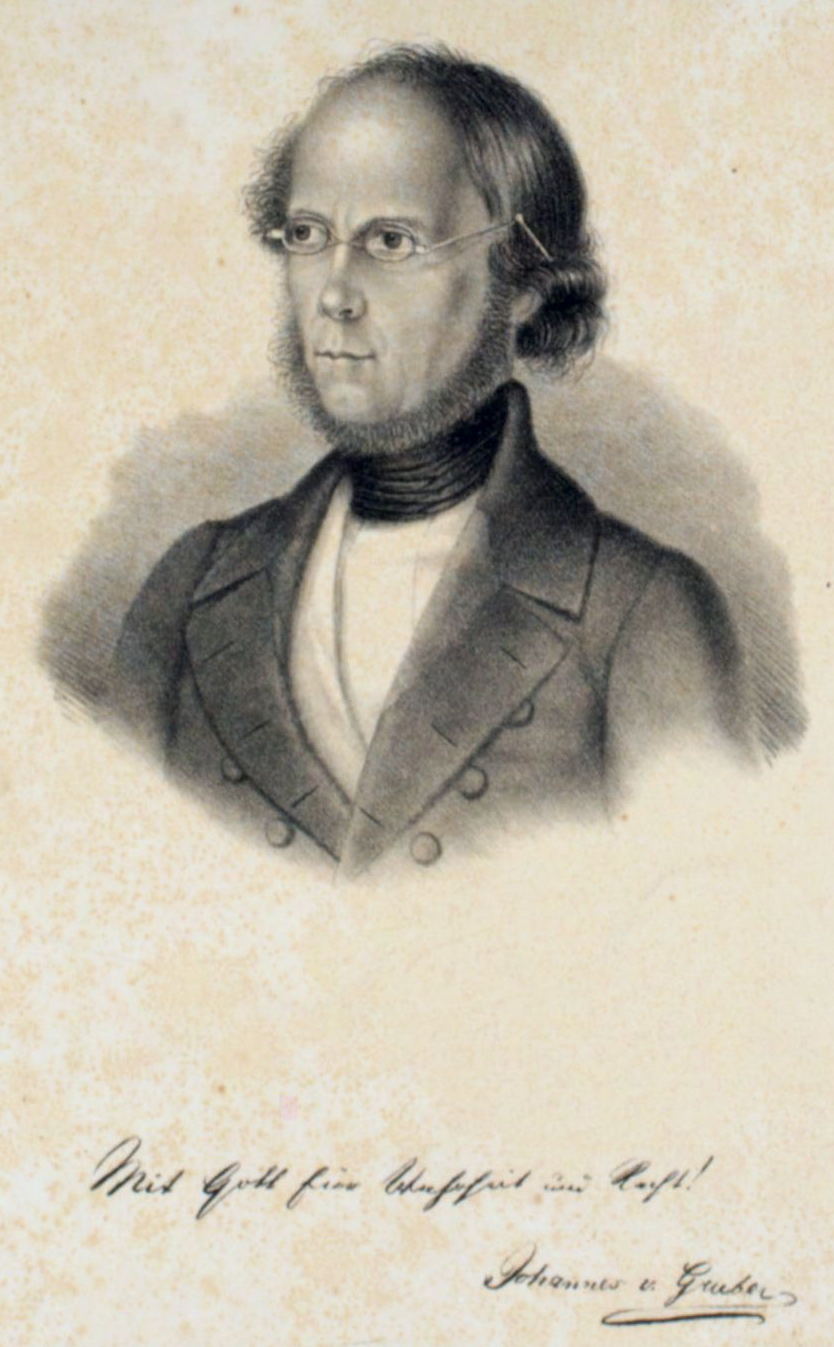
Johannes v. Gruber 1848

Johannes von Gruber (* 23. April 1807 in Oedenburg, Königreich Ungarn; † 14. Januar 1875) war ein deutscher Klassischer Philologe und Gymnasiallehrer. Er wirkte von 1834 bis zu seinem Tode am Gymnasium Stralsund und engagierte sich politisch in der Stadt Stralsund.

## Leben
Sein Vater Johannes Nepomuk von Gruber war Rittmeister in österreichischen Diensten, von deutscher Herkunft und römisch-katholischer Konfession. Er starb schon 1809. Seine Mutter, eine geborene von Lissy, war Ungarin und evangelisch. Johannes von Gruber war katholisch getauft worden, aber nach dem Tod seines Vaters brachte die Mutter ihn, um ihn den Einflüssen der Jesuiten zu entziehen, erst nach Wien und dann nach Preßburg, wo er das Gymnasium besuchte und mit 14 Jahren evangelisch konfirmiert wurde. Ab 1822 besuchte er das Gymnasium Wittenberg. Ab 1826 studierte er, gefördert durch ein Stipendium, Klassische Philologie, zunächst an der Universität Greifswald. Hier wurde er ein führendes Mitglied der Greifswalder Burschenschaft und dafür am 18. Januar 1829 zusammen mit 13 anderen Studenten mit dem Verweis von der Hochschule (Consilium abeundi) bestraft. Er konnte aber sein Studium an der Friedrich-Wilhelms-Universität zu Berlin abschließen. 1831 wurde er Probelehrer, 1832 dann Hilfslehrer („Collaborator“) am Gymnasium zum Grauen Kloster in Berlin.
1834 wurde Johannes von Gruber Oberlehrer am Gymnasium Stralsund, wo er im Laufe der Jahre zum Gymnasialprofessor und Konrektor befördert wurde und bis zu seinem Tode wirkte. Er veröffentlichte einige Schriften, insbesondere Schulbücher.

Vor allem aber engagierte er sich in demokratischer Richtung politisch in der Stadt Stralsund. Dafür war er 1849/50 in Franzburg inhaftiert. Nach der Allgemeinen Deutschen Biographie (1879) beteiligte sich Johannes von Gruber „am politischen Leben aufs feurigste und blieb bis zu seinem Hinscheiden die bewegende Kraft in Stralsund“. Er war Mitglied, zumeist auch Vorstand, in 18 Vereinen.

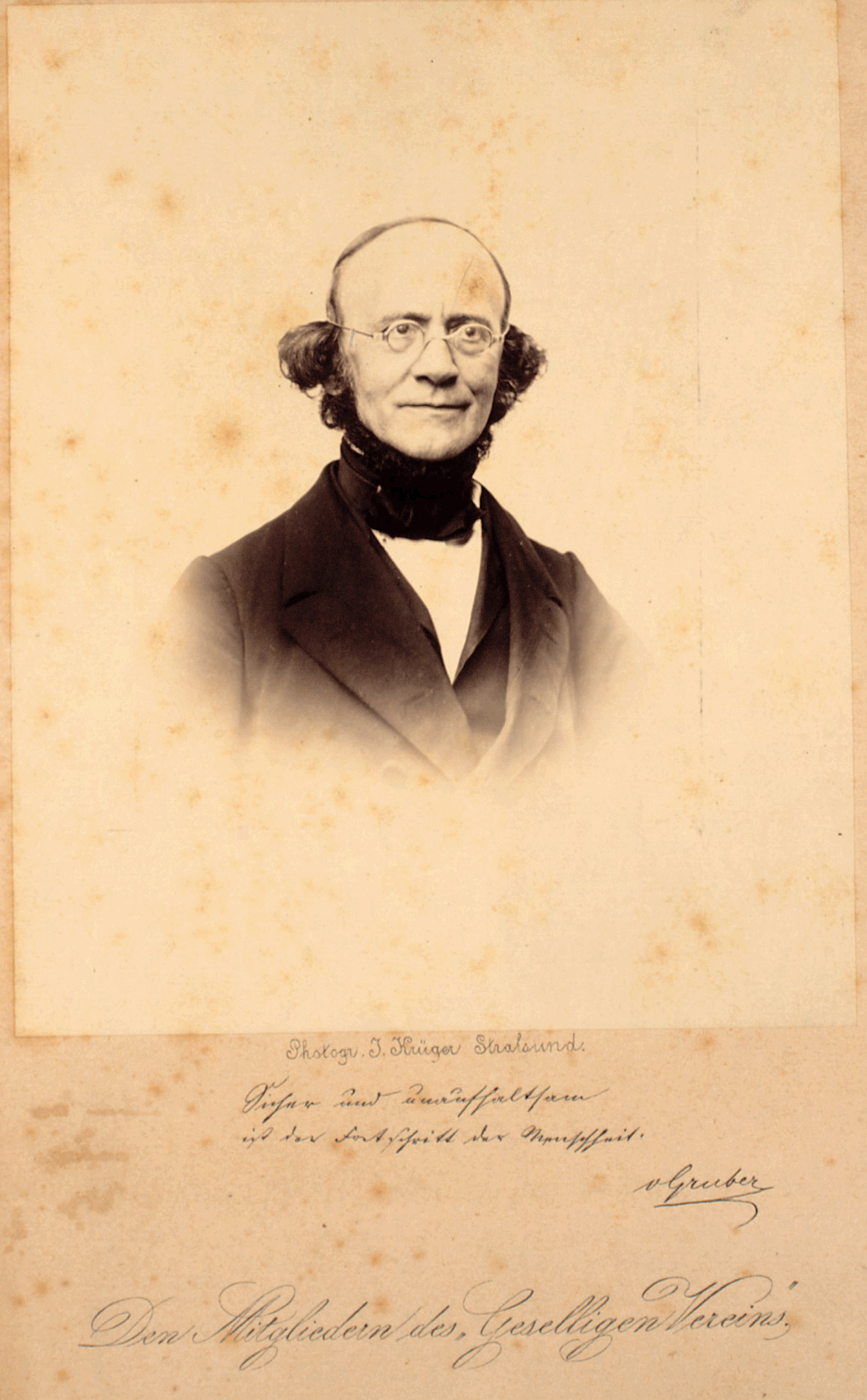
Johannes von Gruber 1860

Die Universität Greifswald verlieh ihm 1856 die Ehrendoktorwürde (Dr. phil. h. c.).
Seine Tochter Franziska heiratete seinen damaligen Stralsunder Kollegen Karl Kromayer. Aus der Ehe gingen der Althistoriker Johannes Kromayer und der Dermatologe Ernst Kromayer hervor.

## Schriften
- Taciti Germania seu de situ, moribus et populis Germaniae libellus. Mit kritischen, grammatischen und historischen Anmerkungen erläutert. Ferdinand Dümmler, Berlin 1832. (Online)
- Uebungsbuch zum Uebersetzen ins Lateinische für die Tertia. Stralsund 1835 (5. Auflage 1866).
- Die Göttin Hertha und ihre Insel. In: Baltische Studien, Band 4, Stettin 1837, Heft 1, S. 107–118 (Digitalisat, Google-Buchsuche).
- Grundriß einer historischen Geographie für Gymnasien. C. Löffler'sche Buchhandlung, Stralsund 1838. (Online)
- Lateinische Grammatik für obere Gymnasialclassen. Stralsund 1851.
- Ciceronis de officiis libri III. Mit deutschem Kommentar (3. Auflage 1874).